# Mieczysław Wieliczko (fotograf)
Mieczysław Wieliczko (ur. 1 stycznia 1949 w Olsztynie) – polski artysta fotograf. Członek rzeczywisty Okręgu Północno-Wschodniego Związku Polskich Artystów Fotografików. Wykładowca Studium Fotografii ZPAF.

## Życiorys
Mieczysław Wieliczko, absolwent Uniwersytetu Gdańskiego, związany z warmińsko-mazurskim środowiskiem fotograficznym – mieszka i pracuje w Olsztynie. Fotografuje od połowy lat 70. XX wieku. Miejsce szczególne w jego twórczości zajmuje fotografia architektury, fotografia dokumentalna, fotografia krajobrazowa, fotografia portretowa oraz fotografia przyrodnicza.
Mieczysław Wieliczko jest autorem i współautorem wielu wystaw fotograficznych w Polsce i za granicą; indywidualnych, zbiorowych oraz pokonkursowych, na których zdobył wiele akceptacji, medali, nagród, wyróżnień, dyplomów, listów gratulacyjnych. Jest autorem oraz współautorem wielu publikacji – albumów fotograficznych oraz autorem i współautorem wielu fotografii ilustrujących książki. Uczestniczy w pracach jury w ogólnopolskich konkursach fotograficznych, m.in. w olsztyńskich Otwartych Mistrzostwach Fotograficznych. W 1989 roku został przyjęty w poczet członków rzeczywistych Okręgu Północno-Wschodniego Związku Polskich Artystów Fotografików (legitymacja nr 619).
Mieczysław Wieliczko za twórczość fotograficzną i działalność na rzecz fotografii otrzymał wiele nagród – m.in. w 1997 roku został uhonorowany nagrodą Gazety Olsztyńskiej Laur 97, w 1998 nagrodą Atut 98 oraz Nagrodą Wojewody Olsztyńskiego, w 1999 Nagrodą Prezydenta Miasta Olsztyna, w 2001 Nagrodą Prezydenta Miasta Olsztyna, w 2010 Nagrodą Prezydenta Miasta Olsztyna (Statuetką Św. Jakuba), w 2016 Nagroda Prezydenta Miasta Olsztyna (Nagroda im. Hieronima Skurpskiego).

## Odznaczenia
- Medal 150-lecia Fotografii (1989);
- Odznaka honorowa „Zasłużony dla Kultury Polskiej” (2009)[12];
- Brązowy Medal „Zasłużony Kulturze Gloria Artis” (2017);

Źródło.

## Wybrane wystawy indywidualne
- Fotografia M.W. – (Leszno 1981);
- Fotografia Ziemi – (Olsztyn 1982);
- Fotografia Ziemi – (Bielsko-Biała 1983);
- Fotografia Ziemi – (Gorzów Wielkopolski 1983);
- Fotografia Ziemi – (Łódź 1985);
- Fotografia Ziemi – (Radom 1986);
- Fotografia Ziemi – (Kielce 1987);
- Pejzaże – (Bielsko-Biała 1985);
- Pejzaż Północno-Wschodniej Polski – (Olsztyn 1988);
- Pejzaże – (Olsztyn 1991);
- Fotograficzne 25 lat – Biuro Wystaw Artystycznych (Olsztyn 1998);
- Olsztyn – Biuro Wystaw Artystycznych (Olsztyn 2002);
- Olsztyn – Konsulat Polski w Królewcu (2002);
- Spacerkiem po Olsztynie – Châteauroux (2004);
- Mazurski pejzaż – (Toruń 2004);
- Cztery pory roku na Warmii i Mazurach – (Ellingen 2008);
- Cztery pory roku na Warmii i Mazurach – (Gelsenkirchen 2008);
- Cztery pory roku na Warmii i Mazurach – (Hof 2009);
- Olsztyńskich 15 jezior – MOK (Olsztyn 2010);
- Mieczysław Wieliczko – Fotografia – Biuro Wystaw Artystycznych (Olsztyn 2019)[13];

Źródło.

## Publikacje (albumy)
- Kościoły Warmii – AFW Mazury (1991);
- Frombork – AFW Mazury (1991);
- Huits Siecles D’Eglises Polonaises le cas du Ermland – Romain Pages Editions (1992);
- Warmia i Mazury (współautor z Ryszardem Czerwińskim) – Wydawnictwo Baturo (1994);
- Olsztyn – Wydawnictwo Baturo (1995);
- Mazury – kraina wielkich jezior – Wydawnictwo Baturo (1996);
- Las – Wydawnictwo Buffi (1997);
- Warmia – Wydawnictwo Buffi (1999);
- Kościoły i kaplice Archidiecezji Warmińskiej – Kuria MAW (1999);
- Kronika Olsztyńska K.I.Gałczyńskiego – Wydawnictwo Buffi (2001);
- Olsztyn – Wydawnictwo Buffi (2002);
- Zdania i uwagi A.Mickiewicza – Oficyna Wydawnicza 4K (2003);
- Pieśni ufnego serca. Psalmy – Oficyna Wydawnicza 4K (2003);
- Na Mazurach i Warmii – Wydawnictwo Buffi (2004);
- Olsztyn – Wydawnictwo Buffi (2006);
- Światło – Wydawnictwo Buffi (2006);
- Kronika Olsztyńska / Chronik von Olsztyn – Wydawnictwo Buffi (2009);
- Olsztyn impresje – Wydawnictwo Buffi (2011);
- Olsztyn między dniem a snem – Na Wiatr (2018);

Źródło.